# محمد أنشاصي
محمد أنشاصي هو طبيب تجميل أسنان من مواليد 19 أبريل 1964؛ يُعتبر من أهم أطباء التجميل وصانعي الإبتسامات في الوطن العربي وهو عضو في جمعيتي طب الأسنان الأمريكية والإمارتية.

## أهم انجازاته
يُعد الدكتور محمد أنشاصي مُبتكر تقنية «سي بيلا» (بالإنجليزية: C Bella)‏ وهي تقنية توصل لها أثناء بحثه في إحدى الجامعات الألمانية حيث اكتشف مادة قوية تحمل عشرة بالمئة من الألماس الُمصنع يطلق عليها مادة الزركون أو «الألماس المقوى» والذي أضاف إليها لمعانًا أخاذًا، وهي عبارة عن طبقة رقيقة يتراوح سمكها ما بين ال 0,2 و0,3 أي أقل من سماكة العدسات اللاصقة وهي تستطيع أن تغطي لون الأسنان مهما كانت داكنة لنجدها ناصعة البياض وبشكل طبيعي.
وقد أعلنت الإمارات عن منحها الإقامة الذهبية للدكتور انشاصي بسبب لمعانه كأحد أبرز الأطباء في الوطن العربي والعالم بعد اكتشافه لهذه التقنية.

## الجوائز
- أفضل طبيب تجميل أسنان تجميلي.[5]